# Medaglia interalleata della vittoria (Grecia)
La medaglia interalleata della vittoria greca, (in greco Διασυμμαχικόν Μετάλλιον Νίκης?) fu istituita dal Governo greco con legge il 22 settembre 1920 per commemorare la vittoria nella prima guerra mondiale, analogamente a quanto praticato dalle altre nazioni alleate.
Con regio decreto del 6 ottobre 1920 furono stabiliti i criteri di eleggibilità ed i dettagli della medaglia.
La medaglia fu disegnata da Henri-Eugène Nocq (1868-1944) e prodotta dalla ditta V. Canale di Parigi.
Fu conferita a circa 200.000 persone.

## Criteri di eleggibilità
Aveva diritto alla medaglia il personale dell'esercito ferito in azione, morto per le ferite o ucciso in azione, oppure che aveva prestato almeno tre mesi di servizio attivo:
- al fronte in Macedonia tra il 9 settembre 1916 e la tregua del 7 settembre 1918;
- nella campagna di Russia tra il giorno della partenza e quello di imbarco in Russia o Romania per il ritorno in Grecia;[2]
- al fronte in Tracia fino al 17 luglio 1920.

I criteri per i marinai, modificati con Regio Decreto del 21 dicembre 1922, prevedevano almeno un anno di servizio prestato tra il 14 giugno 1917 e il 25 novembre 1918.

## Insegne

### Medaglia
La medaglia è costituita da un disco di bronzo del diametro di quasi 37 mm. con un elaborato appiccagnolo, e reca:
sul dirittouna ricostruzione della statua della Nike di Peonio di Mende, con una foglia di palma nella mano destra e una corona di alloro nella sinistra; la firma "Henry NOCQ" è sul bordo inferiore a sinistra.
sul rovesciouna placca incisa con i nomi delle nazioni alleate che sostiene la figura di Eracle infante che lotta con due serpenti; sul bordo la scritta in greco Ο ΜΕΓΑΣ ΥΠΕΡ ΤΟΥ ΠΟΛΙΤΙΣΜΟΥ ΠΟΛΕΜΟΣ?, "La Grande Guerra per la Civiltà" e in esergo i millesimi "1914-1918".

### Nastro
Il nastro, largo 37 mm, presenta i colori di due arcobaleni affiancati per il rosso, con il viola ai lati, come quelli delle altre nazioni alleate ed associate che istituirono la medaglia.